# Prompton
Prompton är en ort i Wayne County i delstaten Pennsylvania. Enligt 2010 års folkräkning hade Prompton 250 invånare.